# محمد الشغيوي
محمد الشغيوي، كان من بين أوائل خريجي المدارس الثانوية الليبية ومعلمًا في المدرسة الإسلامية العليا في المدينة القديمة طرابلس وكان الشغيوي أيضاً مساهماً رئيسياً في التطوير الأولي للنظام التعليمي في ليبيا.
أسس الشغيوي العديد من المشاريع المجتمعية الليبية، بما في ذلك كونه أحد مؤسسين نادي الإتحاد الليبي وأول من أطلق اسم نادي الإتحاد طرابلس لكرة القدم في عام 1944.

محمد الشغيوي هو أبن زعيم المقاومة الليبي عمر الشغيوي وأبن المربية الليبية الشهيرة زهرة رمضان آغا الأوجي، كان للشغيوي شقيقان هما المذيع الرياضي حسن الشغيوي  وإدريس الشغيوي وثمانية أبناء، منهم عمر محمد الشغيوي وتوفي عام 2007.

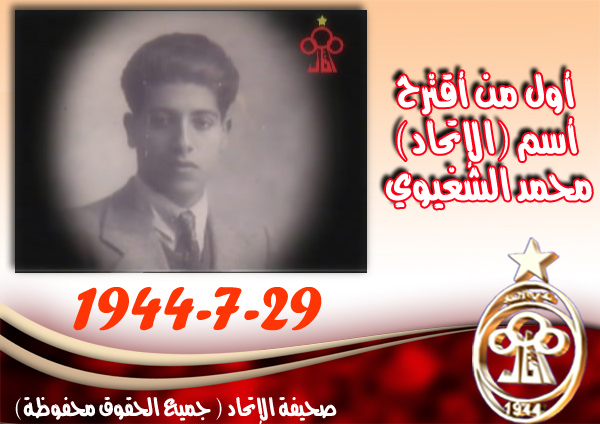
تكريم محمد الشغيوي في مجلة الإتحاد الليبي

## صور
1. محمد الشغيوي مع زملائه في المدرسة الإسلامية العليا https://upload.wikimedia.org/wikipedia/commons/4/4f/Mohammed_Shegewi_2.jpg
2. أبن محمد الشغيوي عمر محمد الشغيوي https://upload.wikimedia.org/wikipedia/commons/6/62/Mohammed_shegewi.jpg